# Толбот, Гилберт, 3-й барон Толбот
Гилберт Толбот (англ. Gilbert Talbot; приблизительно 1332 — 24 апреля 1387) — английский аристократ, 3-й барон Толбот с 1356 года. Сын Ричарда Толбота, 2-го барона Толбота, и Элизабет Комин. После смерти отца унаследовал баронский титул и владения в ряде графств Англии и Ирландии. До сентября 1352 года женился на Петронелле Батлер, дочери Джеймса Батлера, 1-го графа Ормонда, и Элеоноры де Богун. Позже женился на Джоан Стаффорд, дочери Ральфа Стаффорда, 1-го графа Стаффорда, и Маргарет Одли. В первом браке родились сын Ричард, ставший 3-м бароном Толботом, и дочь Элизабет, ставшая женой Генри де Грея, 5-го барона Грея из Уилтона.